# كأس ويلز 1952–53
كأس ويلز 1952–53 (بالإنجليزية: 1952–53 Welsh Cup)‏ هو موسم من كأس ويلز. فاز فيه نادي ريل.